# Claude Wiseler
Pour les articles homonymes, voir Wiseler.
Claude Wiseler, né le 30 janvier 1960 à Luxembourg (Luxembourg), est un homme politique luxembourgeois, Président de la Chambre des députés depuis novembre 2023.
Secrétaire-général du Parti populaire chrétien-social (CSV) de 1995 à 2000, il siège à la Chambre des députés de 1999 à 2004. Il fait ensuite son entrée au gouvernement comme ministre de la Fonction publique, de la Réforme administrative et des Travaux publics de 2004 à 2009, puis est reconduit dans le gouvernement de Jean-Claude Juncker en tant que ministre du Développement durable et des Infrastructures de juillet 2009 à décembre 2013. Il retourne ensuite à la Chambre, où il siège depuis.

## Biographie

### Famille
Né le 30 janvier 1960, Claude Wiseler, fils d'enseignants, est originaire de la capitale où il passe son enfance dans le quartier de Belair. Devenu professeur de lettres, il épouse Isabel Lima Dos Santos, également professeur de lettres mais dans le privé, future conseillère communale et échevine de la capitale. Aux élections européennes de 2019, son épouse est tête de liste pour les chrétiens-sociaux et obtient un siège d'eurodéputée au Parlement européen, un autre siège étant remporté par Christophe Hansen. Claude et Isabel Wiseler ont trois enfants, deux fils et une fille.

### Formation
Après avoir obtenu son diplôme de fin d'études secondaires, à l'Athénée de Luxembourg, section littéraire, Claude Wiseler poursuit ses études à l'université Paris III (Sorbonne-Nouvelle) où il se consacre aux lettres françaises et décroche sa maîtrise. Rentré au Luxembourg, il se présente avec succès au concours de recrutement donnant accès au 3e cycle de formation, d'une durée de trois ans, cycle débouchant sur le professorat « de l'enseignement secondaire et supérieur » (comparable à l'agrégation française). Il réussit toutes les épreuves théoriques, pratiques, générales et particulières de ce cycle, y compris le mémoire scientifique (L'action et la politique dans l'œuvre de Pierre Drieu La Rochelle, 1985, 383 p.) et le mémoire pédagogique.

### Carrière professionnelle
Il est assermenté en 1986 et affecté, dans un premier temps, au Lycée technique du Centre à Luxembourg-Limpertsberg. Peu de temps après, le ministre de l'Éducation nationale de l'époque, Fernand Boden, le prend à son service en tant que professeur attaché (1987-1992). Claude Wiseler suit du reste ledit ministre lorsque ce dernier devient titulaire des ressorts ministériels de la Famille, de l'Environnement et du Tourisme. Claude Wiseler, alors conseiller de gouvernement, occupe une partie de ces années de détachement de l'enseignement effectif à la préparation et à la soutenance (à Paris, en 1989) d'une thèse de doctorat ès lettres portant sur « Deux écrivains devant l'action et la politique : Pierre Drieu la Rochelle et Antoine de Saint-Exupéry ». Ayant confirmé son goût pour la politique, Claude Wiseler ne retourne pas dans l'enseignement, mais se consacre désormais pleinement à la vie politique.

### Parcours politique

#### Politique locale
Membre du Parti populaire chrétien-social depuis 1984, il en est le secrétaire-général de 1995 à 2000. Il est également membre du conseil communal de la ville de Luxembourg pendant plusieurs années de 2000 à 2004 puis comme échevin de 2000 à 2004.

#### Politique nationale
Il fait son entrée au parlement pour la circonscription Centre à la suite des élections législatives de 1999. Réélu dans la même circonscription aux législatives de 2004, il est contraint de quitter sa fonction lors de sa nomination au gouvernement. Depuis que son parti a rejoint l'opposition à la suite des élections législatives anticipées d'octobre 2013, il est le chef de file des chrétiens-sociaux en disposant du plus grand groupe politique à la Chambre sous les gouvernements dirigés par Xavier Bettel. En décembre 2018, peu après son échec aux élections législatives, il cède, à l'ouverture de la nouvelle législature, sa place de chef de groupe parlementaire à Martine Hansen qui est élue par un vote de quinze voix pour, trois voix contre et une abstention. Il est membre de plusieurs commissions à la Chambre, il préside notamment celle du Contrôle parlementaire du Service de Renseignement de l'Etat et est vice-président de celle des Finances et du Budget de 2014 à 2018.
Il est nommé ministre de la Fonction publique, de la Réforme administrative et des Travaux publics du 31 juillet 2004, au 23 juillet 2009, dans le gouvernement Juncker-Asselborn I, puis ministre du Développement durable et des Infrastructures du 23 juillet 2009 au 4 décembre 2013 dans le gouvernement Juncker-Asselborn II.
Candidat aux élections législatives de 2013, il est réélu à la Chambre. Le DP, le LSAP et les Verts parvenant à former un gouvernement de coalition, le CSV se retrouve dans l'opposition pour la première fois depuis 1979, et Claude Wiseler redevient député. En 2014, il succède à Jean-Claude Juncker, nommé président de la Commission Européenne, à la tête de la fraction CSV. Claude Wiseler est tête de liste de son parti aux élections de 2018 et donc candidat au poste de Premier Ministre, mais le gouvernement de Xavier Bettel parvenant à maintenir sa majorité, il demeure à la Chambre des Députés dont il devient vice-président.
En avril 2021, il est candidat unique à la présidence du CSV, et est élu à plus de 80% lors du congrès du parti. Il devient co-président en mars 2022, étant rejoint à ce poste par Elisabeth Margue, alors conseillère communale de la ville de Luxembourg.
Les élections législatives de 2023 aboutissant à la perte de la majorité du second gouvernement Bettel, le CSV est en position de former un gouvernement, et Luc Frieden est nommé premier ministre. Le parti au pouvoir ayant traditionnellement la priorité dans la nomination d'un candidat à la présidence de la Chambre, Claude Wiseler est élu président de la Chambre des Députés le 21 novembre 2023. Il démissionne alors de sa fonction de président de parti.

## Décoration
- Officier de l'ordre de Mérite du grand-duché de Luxembourg[17] (Luxembourg, 2004)